# Giershausen
Giershausen là một đô thị thuộc huyện Altenkirchen, trong bang Rheinland-Pfalz, phía tây nước Đức. Đô thị Giershausen có diện tích 2,11 km², dân số thời điểm ngày 31 tháng 12 năm 2006 là 100 người.